# Mühlenstraße 24, 25 (Quedlinburg)

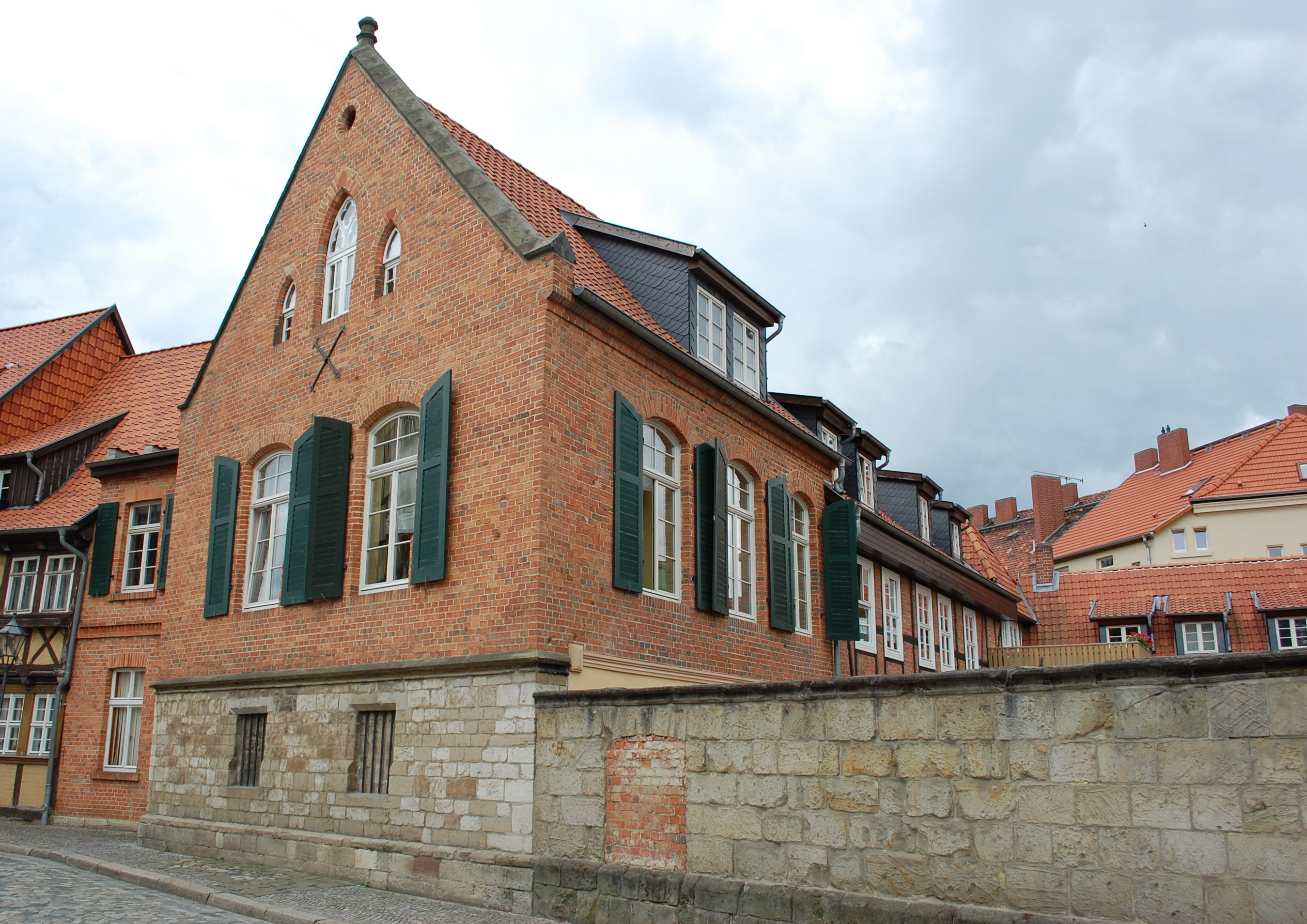
Mühlenstraße 24, 25

Das Haus Mühlenstraße 24, 25 ist ein denkmalgeschütztes Gebäude in der Stadt Quedlinburg in Sachsen-Anhalt. 
Es befindet sich südwestlich des Quedlinburger Schloßbergs an der Südseite der Mühlenstraße. Das Gebäude gehört zum UNESCO-Weltkulturerbe und ist im Quedlinburger Denkmalverzeichnis als Ackerbürgerhof eingetragen.

## Architektur und Geschichte
Das heutige Anwesen entstand im Zeitraum vom 18. bis zum Anfang des 20. Jahrhunderts. Das Grundstück selbst ist für die lokale Geschichte von besonderer Bedeutung, da sich hier die Wasserkunst des Schlosses befand. Südlich des Grundstücks verläuft der Mühlgraben.
Nach Norden zur Straße hin wird das Grundstück durch einen im Stil der Neogotik gestalteten Backsteinbau abgeschlossen. Auf dessen steilem Giebel befindet sich eine Kreuzblume. Zur Mühlgrabenseite wird das Anwesen durch eine Fachwerkfassade abgeschlossen.
Die Pflasterung des Hofs besteht aus einem Kleinpflaster, in welches die Wegführung markiert ist. Der Hof ist von einer aus Bruchstein und zum Teil auch aus Backstein erstellten Mauer. Das Hoftor ist im Jugendstil gestaltet, wobei die Gotik als Stil zitiert wird.